# Бунин, Константин Петрович
Константин Петрович Бунин (2 ноября 1910, Екатеринодар (ныне Краснодар) — 4 ноября 1977, Днепропетровск) — советский исследователь-металлофизик.
Доктор технических наук (1941), профессор. Член-корреспондент АН УССР (1948).

## Биография
Окончил Днепропетровский металлургический институт (1932), где продолжил обучение в аспирантуре. После защиты в 1935 году кандидатской диссертации работал на кафедре металловедения ДМетИ. После защиты докторской диссертации работал на той же кафедре профессором.
Участник Великой Отечественной войны, доброволец в народном ополчении, участвовал в обороне Днепропетровска, был ранен.
С августа 1941 года работал в Уральском политехническом институте, заведовал кафедрой.
С 1944 года и до конца своей жизни в ДМетИ, в 1945-76 завкафедрой металловедения. Преемником во главе последней стал его воспитанник академик Юрий Николаевич Таран-Жовнир.
По совместительству в 1944—1948 годах заведовал кафедрой металлофизики Днепропетровского университета. Работал также в Институте чёрной металлургии АН УССР.
Награждён двумя орденами Трудового Красного Знамени, двумя орденами «Знак Почёта», многими медалями.

## Основные труды
Автор 8 монографий и 4 учебников.
- «Отбеленный чугун» (Металлургиздат, 1947)
- Железоуглеродистые сплавы. — М.: Машиздат, 1949.
- «Структура чугуна» (К. П. Бунин, Я. Н. Малиночка, Машиздат, 1952)
- Введение в металлографию / К. П. Бунин, Я. Н. Малиночка. — М., 1954.
- «Чугун с шаровидным графитом» (К. П. Бунин, Ю. Н. Таран, А. В. Черновол, изд-во АН УССР, 1955)
- Бунин К. П., Баранов А. А., Погребной Э. Н. Графитизация стали. — Киев: Изд-во АН УССР, 1961.
- «Рост чугуна и стали при термоциклировании» (А. А. Баранов, К. П. Бунин, Э. Д. Глебова, М. И. Притоманова, изд-во «Техника», 1967)
- Бунин К. П. Основы металлографии чугуна / К. П. Бунин, Я. Н. Малиночка, Ю. Н. Таран. — М., 1969. /монография/
- Бунин К. П., Баранов А. А. Металлография. — М.: Металлурия, 1970.
- Бунин К. П. Строение чугуна / К. П. Бунин, Ю. Н. Таран. — М., 1972.
- «Строение чугуна» (К. П. Бунин, Ю. Н. Таран, изд-во «Металлургия», 1973)